# Uloborus velutinus
Espèce
Uloborus velutinus est une espèce d'araignées aranéomorphes de la famille des Uloboridae.

## Distribution
Cette espèce est endémique de Madagascar.

## Description
La femelle holotype mesure 5 mm.

## Publication originale
- Butler, 1883 : On some new or little known spiders from Madagascar. Proceedings of the Zoological Society of London, vol. 50, p. 763-768 (texte intégral).